# Baby, the Stars Shine Bright
Baby, The Stars Shine Bright (jap. 株式会社 ベイビー、ザ スターズ シャイン ブライト, Kabushiki kaisha Beibī, Za Sutāzu Shain Buraito) ist eine japanische Einzelhandelskette und ein Modelabel, das sich auf Lolita-Mode konzentriert. Die Marke wurde 1988 von dem Ehepaar Akinori und Fumiyo Isobe gegründet. Das erste gegründete Geschäft befindet sich in Tokios Stadtviertel Shibuya, Japan. Sitz des Unternehmens ist der Stadtteil Higashi im Bezirk Shibuya, Präfektur Tokio.

## Produkte
Baby, The Stars Shine Bright bieten vor allem Lolita-Mode der Subkategorie Sweet Lolita an. Lolita-Mode zeichnet sich durch bauschige, Petticoat-artige Röcke oder Kleider, oft verziert mit Rüschen und Spitze, aus. Die Kleidung reicht gewöhnlich bis zu den Knien und erinnert an Kinder- oder Trauerkleidung des Rokoko sowie des 19. Jahrhunderts. In die Kategorie Sweet Lolita fällt Kleidung in hellen oder knalligen Farben wie rosa, hellblau oder rot, die oftmals üppig mit Rüschen verziert ist und die mit einer Vielzahl verschiedener Accessoires getragen wird.
Baby, The Stars Shine Bright haben auch auf dem internationalen Markt Fuß gefasst und ein Geschäft in Paris sowie am 15. September 2009 eins in San Francisco, Kalifornien, eröffnet.

## SubBrands

### Hello Kitty und Charmmy Kitty
Baby, The Stars Shine Bright verkauft auch Kleidung und Accessoires anderer Marken wie Puppen-Varianten der Charaktere Hello Kitty und Charmmy Kitty. Die verkauften Puppen sowie deren Kleidung sind dabei am Stil der Marke orientiert.

### Pour Lolita
Pour Lolita war eine Modelinie des Designers Novala Takemoto, die von Baby, the Stars Shine Bright initiiert wurde. Nach der Verhaftung von Takemoto wegen Marihuanabesitzes am 3. September 2007 hat Baby, the Stars Shine Bright den Verkauf eingestellt.

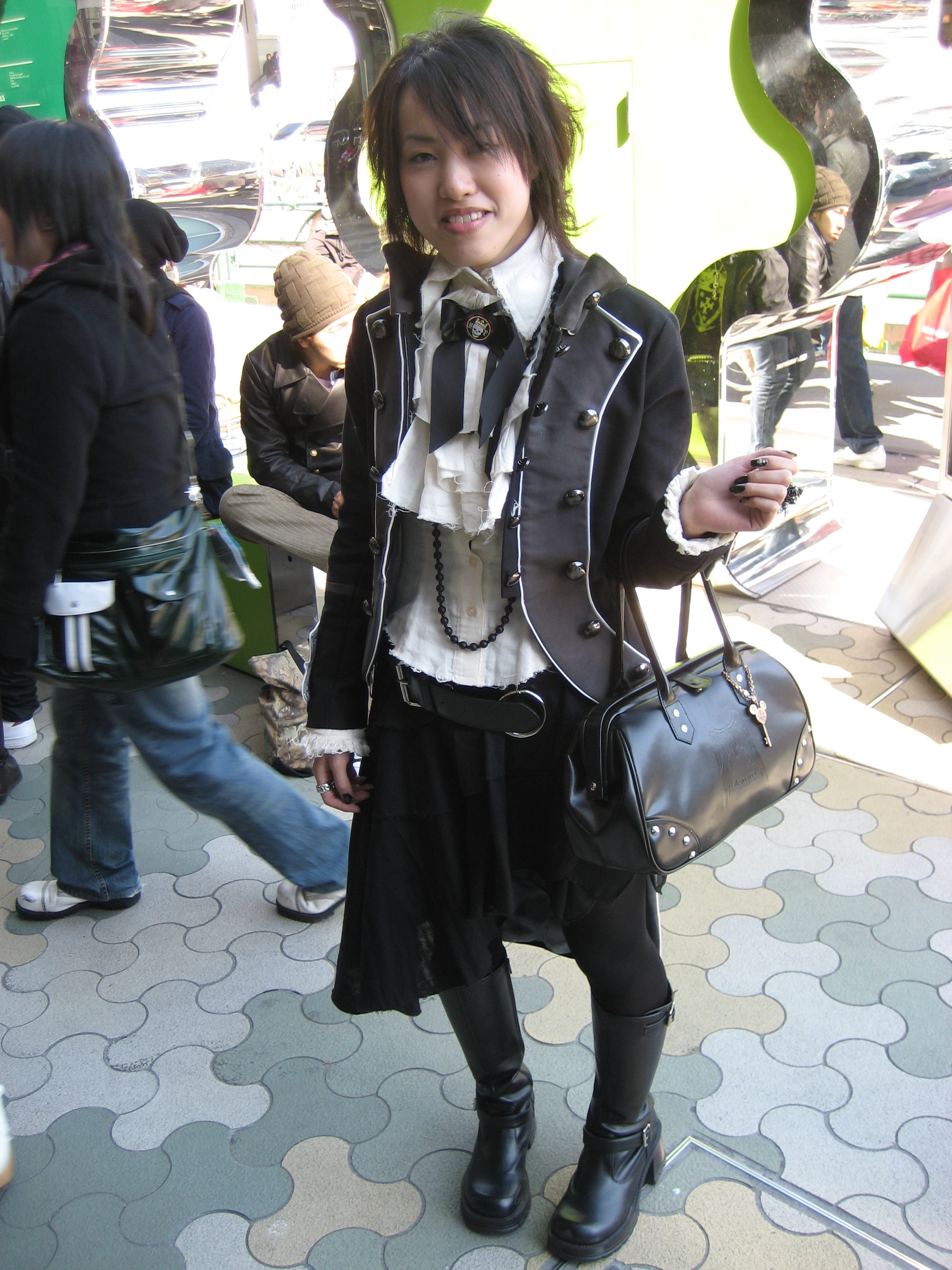
Piraten-Lolita

### Alice and the Pirates
Alice and the Pirates ist eine Modelinie der Marke, die sich am Thema Piraten und Punk orientiert. Ein Geschäft, das diese Linie verkauft, hat am 25. August 2006 im Laforet Kaufhaus in Harajuku, Tokio, seine Pforten geöffnet.

## Wissenswertes
Das Modelabel und das Geschäft in Tokio werden in dem Film Kamikaze Girls genannt. Dort wird die Aussage gemacht, der Name des Labels stamme vom gleichnamigen Album der englischen Popband Everything But The Girl.